# Liste der Fußball-Torschützenkönige (Montenegro)
Die Liste der Torschützenkönige der Prva Crnogorska Liga führt alle Torschützenkönige der 2006 gegründeten Prva Crnogorska Liga auf. Im weiteren Teil werden die erfolgreichsten Spieler und Vereine genannt. Torschützenkönig wird derjenige Spieler, der im Verlauf einer Saison die meisten Tore erzielt.
Žarko Korać und Admir Adrović konnte bisher zweimal Torschützenkönig werden. Zwischen den beiden Auszeichnungen Koraćs liegen stolze 17 Jahre. Negativrekord für den Gewinn der Auszeichnung sind zehn Treffer Ćetkovićs in der Saison 2019/20, während Bošković zehn Jahre zuvor 28 Treffer erzielte. Erfolgreichster Verein ist der FK Sutjeska Nikšić, der bisher fünfmal den Torschützenkönig stellte. Vier Spieler konnte bisher als Torschützenkönig im selben Jahr auch die montenegrinische Meisterschaft gewinnen. 167 der bisher 19 ausgezeichneten Torschützenkönige waren Inhaber der montenegrinischen Staatsbürgerschaft. Nur in den Spielzeiten 2021/22 bzw. 2022/23 gewann der Bosnier Adnan Bašić (14 Tore) sowie der Niederländer Tyrone Conraad (25 Tore) den Titel.

## Liste der Torschützenkönige
- Saison: Nennt die Saison, in welcher der beziehungsweise die Spieler Torschützenkönig wurden.
- Spieler: Nennt den Spielernamen des Torschützenkönigs. Grau markierte Spieler teilten sich den Titel mit einem anderen Spieler.
- Nationalität: Nennt die Nationalität des Torschützenkönigs.
- Verein: Nennt den Verein, für den der Spieler in der betreffenden Saison gespielt hat. Grün markierte Vereine konnten dabei die Montenegrinische Meisterschaft gewinnen.
- Tore: Nennt die Anzahl der Tore, die der Spieler in der Saison erzielt hat.

| Saison   | Spieler          | Nationalität            | Verein                    | Tore |
| -------- | ---------------- | ----------------------- | ------------------------- | ---- |
| 02006/07 | Damir Čakar      | Montenegro              | FK Rudar Pljevlja         | 16   |
| 02006/07 | Žarko Korać      | Montenegro              | FK Zeta Golubovci         | 16   |
| 2007/08  | Ivan Jablan      | Montenegro              | FK Lovćen Cetinje         | 13   |
| 2008/09  | Fatos Bećiraj    | Montenegro              | FK Budućnost Podgorica    | 18   |
| 2009/10  | Ivan Bošković    | Montenegro              | FK Grbalj Radanovići      | 28   |
| 2010/11  | Ivan Vuković     | Montenegro              | FK Budućnost Podgorica    | 20   |
| 2011/12  | Admir Adrović    | Montenegro              | FK Budućnost Podgorica    | 22   |
| 2012/13  | Admir Adrović    | Montenegro              | FK Budućnost Podgorica    | 22   |
| 2013/14  | Stefan Mugoša    | Montenegro              | FK Mladost Podgorica      | 15   |
| 2014/15  | Goran Vujocić    | Montenegro              | FK Sutjeska Nikšić        | 21   |
| 2015/16  | Marko Šćepanović | Montenegro              | FK Mladost Podgorica      | 19   |
| 2016/17  | Zoran Petrović   | Montenegro              | FK Mladost Podgorica      | 14   |
| 2017/18  | Igor Ivanović    | Montenegro              | FK Sutjeska Nikšić        | 14   |
| 2018/19  | Nikola Krstović  | Montenegro              | FK Zeta Golubovci         | 17   |
| 2019/20  | Marko Ćetković   | Montenegro              | FK Sutjeska Nikšić        | 10   |
| 2020/21  | Božo Marković    | Montenegro              | FK Sutjeska Nikšić        | 16   |
| 2021/22  | Adnan Bašić      | Bosnien und Herzegowina | OFK Petrovac              | 14   |
| 2022/23  | Tyrone Conraad   | Niederlande             | FK Sutjeska Nikšić        | 25   |
| 2023/24  | Žarko Korać      | Montenegro              | FK Jedinstvo Bijelo Polje | 17   |

## Ranglisten

### Titel nach Spieler

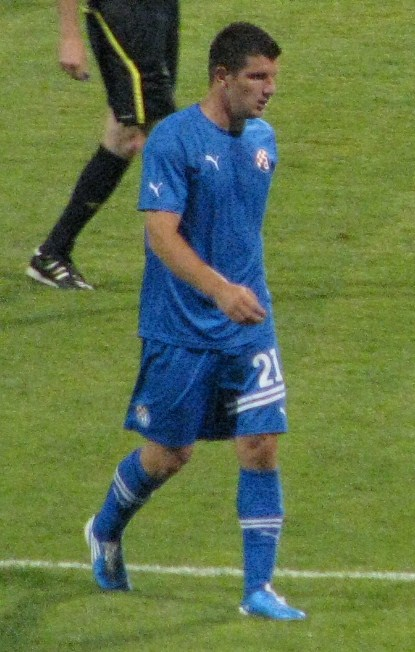
Fatos Bećiraj
(Torschützenkönig 2009)

- Rang: Nennt die Platzierung des Spielers, welche sich nach Anzahl seiner errungenen Auszeichnungen richtet. Bei gleicher Anzahl wird alphabetisch nach dem Familiennamen sortiert.
- Spieler: Nennt den Namen des Spielers.
- Anzahl: Nennt die Anzahl der errungenen Titel des Torschützenkönigs.
- Spielzeiten: Nennt die Spielzeiten, in denen der Spieler Torschützenkönig wurde.

| Rang | Spieler          | Anzahl | Spielzeiten |
| ---- | ---------------- | ------ | ----------- |
| 1.   | Žarko Korać      | 1      | 2007, 2024  |
|      | Admir Adrović    | 2      | 2012, 2013  |
| 3.   | Adnan Bašić      | 1      | 2022        |
|      | Fatos Bećiraj    | 1      | 2009        |
|      | Ivan Bošković    | 1      | 2010        |
|      | Damir Čakar      | 1      | 2007        |
|      | Marko Ćetković   | 1      | 2020        |
|      | Tyrone Conraad   | 1      | 2023        |
|      | Igor Ivanović    | 1      | 2018        |
|      | Ivan Jablan      | 1      | 2008        |
|      | Nikola Krstović  | 1      | 2019        |
|      | Božo Marković    | 1      | 2021        |
|      | Stefan Mugoša    | 1      | 2014        |
|      | Zoran Petrović   | 1      | 2017        |
|      | Marko Šćepanović | 1      | 2016        |
|      | Goran Vujocić    | 1      | 2015        |
|      | Ivan Vuković     | 1      | 2011        |

### Titel nach Verein
- Rang: Nennt die Platzierung des Vereins, die sich nach Anzahl der Titelträger richtet. Bei gleicher Anzahl wird alphabetisch nach dem Vereinsnamen sortiert.
- Verein: Nennt den Namen des Vereins.
- Anzahl: Nennt die Anzahl der Spielzeiten, in denen ein Akteur des Vereins Torschützenkönig wurde.
- Spielzeiten: Nennt die Spielzeiten, in denen ein Akteur des Vereins Torschützenkönig wurde.

| Rang | Verein                    | Anzahl | Spielzeiten                  |
| ---- | ------------------------- | ------ | ---------------------------- |
| 1.   | FK Sutjeska Nikšić        | 5      | 2015, 2018, 2020, 2021, 2023 |
| 2.   | FK Budućnost Podgorica    | 4      | 2009, 2011, 2012, 2013       |
| 3.   | FK Mladost Podgorica      | 3      | 2014, 2016, 2017             |
| 4.   | FK Zeta Golubovci         | 1      | 2007, 2019                   |
| 5.   | FK Grbalj Radanovići      | 1      | 2010                         |
|      | FK Lovćen Cetinje         | 1      | 2008                         |
|      | FK Rudar Pljevlja         | 1      | 2007                         |
|      | OFK Petrovac              | 1      | 2022                         |
|      | FK Jedinstvo Bijelo Polje | 1      | 2024                         |

### Titel nach Nationalität
- Rang: Nennt die Platzierung des Vereins, die sich nach Anzahl der Titelträger richtet. Bei gleicher Anzahl wird alphabetisch nach dem Vereinsnamen sortiert.
- Land: Nennt die Nationalität des Torschützenkönigs.
- Anzahl: Nennt die Anzahl der Spielzeiten, in denen ein Spieler des Landes Torschützenkönig wurde.

| Rang | Verein                  | Anzahl |
| ---- | ----------------------- | ------ |
| 1.   | Montenegro              | 17     |
| 2.   | Bosnien und Herzegowina | 1      |
|      | Niederlande             | 1      |